# Associazione Calcio Monza
Maillots
Actualités
Le Associazione Calcio Monza est un club italien de football. Il est basé à Monza dans la province de Monza et de la Brianza.

## Historique
Le premier match gagné de son histoire par Monza en série A fut le 18 septembre 2022 face à la Juventus. Victoire à domicile 1 à 0.

## Changements de nom
- 1912-1913 : Monza Foot Ball Club (Monza FBC)
- 1913-1955 : Associazione Calcio Monza (AC Monza)
- 1955-1964 : Associazione Sportiva Simmenthal-Monza (AS Simmenthal-Monza)
- 1964-1980 : Associazione Calcio Monza (AC Monza)
- 1980-2004 : Calcio Monza
- 2004-2015 : Associazione Calcio Monza Brianza 1912 (AC Monza Brianza 1912)
- 2015-2016 : Società Sportiva Dilettantistica Monza 1912 (SSD Monza 1912)
- 2016-2019 : Società Sportiva Monza 1912 (SS Monza 1912)
- depuis 2019 : Associazione Calcio Monza (AC Monza)

## Palmarès
| Compétitions nationales | Compétitions internationales                     |
| --- | ------------------------------------------------ |
| Championnats - Serie C (5) : - Champion : 1951, 1967, 1976, 1988, 2020 - Serie D (1) : - Champion : 2017 Coupes - Coupe d'Italie Serie C (4) : - Vainqueur : 1974, 1975, 1988, 1991 | - Coupe anglo-italienne (1) : - Vainqueur : 1976 |

## Personnalités du club

### Anciens grands joueurs
- Christian Abbiati
- Francesco Antonioli
- Samir Beloufa
- Kevin-Prince Boateng
- Roberto Bisconti
- Massimo Brambilla
- Marco Branca
- Pierluigi Casiraghi
- Antonio Chimenti
- Matteo Contini
- Alessandro Costacurta
- Luigi Di Biagio
- Patrice Évra
- Joachim Fernandez
- Christophe Galtier
- Maurizio Ganz
- Jean-François Gillet
- Mark Iuliano
- Daniele Massaro
- Cesare Natali
- Massimo Oddo
- Felice Pulici
- Zizi Roberts
- Fulvio Saini
- Luca Saudati
- Michele Serena
- Dario Smoje
- Giovanni Stroppa
- Massimo Susic
- Massimo Tarantino
- Marko Topić
- Fabian Valtolina
- Corrado Verdelli
- Fabio Viviani
- Sergio Viotti
- Alberto Comazzi
- Mario Balotelli

### Effectif professionnel actuel
En grisé, les sélections de joueurs internationaux chez les jeunes mais n'ayant jamais été appelés aux échelons supérieurs une fois l'âge-limite dépassé ou les joueurs ayant pris leur retraite internationale.